# شهرک هزاره
شهرک هزاره (به انگلیسی: Hazara Town) یک منطقهٔ مسکونی در پاکستان است که در ناحیه کوئته واقع شده‌است. شهرک هزاره ۷۵۰٬۰۰۰ نفر جمعیت دارد.